# Ge'ulat Jisra'el
Ge'ulat Jisra'el (hebrejsky: גאולת ישראל; doslova Spása Izraele) byla izraelská politická strana založená roku 1990.

## Okolnosti vzniku a ideologie strany
Strana vznikla 25. prosince 1990 během funkčního období dvanáctého Knesetu zvoleného ve volbách roku 1988, když se poslanec Eli'ezer Mizrachi odtrhl od své mateřské strany Agudat Jisra'el. Vytvořil pak vlastní politickou formaci, která zůstala členem vlády Jicchaka Šamira a Mizrachi si v ní udržel post náměstka ministra zdravotnictví.
Strana kandidovala ve volbách roku 1992, ale získala jen 12 851 hlasů (0,5 %), a nedosáhla tak na zisk mandátu. Strana poté přestala fungovat.